# طريقة (برمجة حاسوب)
الطريقة (Method) أو النهج في البرمجة الكائنية (OOP) هي إجراء مرتبط برسالة وكائن. يتكون الكائن من البيانات والسلوك. تشتمل البيانات والسلوك على واجهة بينية، تحدد كيفية استخدام الكائن من قبل أي من المستهلكين المختلفين  للكائن.
تمثَّل البيانات على أنها خصائص الكائن ويتم تمثيل السلوكيات كطرق للكائن. على سبيل المثال، يمكن أن يحتوي كائن النافذة Window على طرق مثل افتح openو أغلق close، في حين أن حالته (سواء تم فتحه أو إغلاقه في أي نقطة زمنية) ستكون خاصية.
في البرمجة القائمة على الصنف، تُعرَّف الطرق في صنف، والكائنات هي أمثال لصنف معين. أحد أهم القدرات التي توفرها الطريقة هي تجاوز الطريقة. يمكن استخدام نفس الاسم (على سبيل المثال، المساحة area) لأنواع متعددة من الأصناف المختلفة. يسمح هذا للكائنات المرسلة باستدعاء السلوكيات وتفويض تنفيذ هذه السلوكيات إلى الكائن المتلقي. تعيَّن الطريقة في برمجة جافا سلوك كائن صنف. على سبيل المثال، يمكن للكائن إرسال رسالة مساحة area إلى كائن آخر وتستدعى الصيغة المناسبة سواء كان الكائن المستلم مستطيلًا rectangle أو دائرة circle أو مثلثًا triangle، إلخ.
توفر الطرق أيضًا الواجهة البينية التي تستخدمها الأصناف الأخرى للوصول إلى خصائص بيانات الكائن وتعديلها. يُعرف هذا بالتغليف. التغليف والتجاوز هما السمتان المميزتان الأساسيتان بين الطرق واستدعاء الإجراءات.

## التجاوز والتحميل الزائد
يعد تجاوز الطريقة والتحميل الزائد من أهم الطرق التي تختلف بها الطريقة عن الإجراء التقليدي أو استدعاء الدالة. يشير تجاوز الطريقة إلى صنف فرعي يعيد تعريف تنفيذ طريقة الصنف الأصل الخاصة بها. على سبيل المثال، قد يكون أوجد-المساحة findArea طريقة معرفة في صنف الشكل shape class. الأصناف الفرعية المختلفة: rectangleمستطيل، circleدائرة، مثلث triangle، إلخ، ستعرّف كل منها الصيغة الرياضية المناسبة لحساب مساحتها. والفكرة هي النظر إلى الكائنات على أنها «صناديق سوداء (»black boxes")" بحيث يمكن إجراء التغييرات على الأجزاء الداخلية للكائن بأقل تأثير على الكائنات الأخرى التي تستخدمها. يُعرف هذا بالتغليف ويهدف إلى تسهيل صيانة الكود وإعادة استخدامه.

من ناحية أخرى، يشير التحميل الزائد للطريقة إلى التمييز بين الكود المستخدم للتعامل مع رسالة بناءً على معلمات الطريقة. إذا نظر المرء إلى كائن الاستلام كمعلمة أولى في أي طريقة، فإن تجاوز الطريقة هو مجرد حالة خاصة من التحميل الزائد حيث يعتمد التحديد فقط على القيمة الأولى. يوضح مثال جافا البسيط التالي الاختلاف: 
```
class
 
Class1
 
{

	
int
 
f
(
int
 
x
)
 
{

		
return
 
x
 
+
 
3
;

	
}

}

 

class
 
Class2
 
extends
 
Class1
 
{

	
@Override

	
int
 
f
(
int
 
x
)
 
{
 
// overriding  تجاوز

		
return
 
x
 
*
 
x
;

	
}

	
int
 
f
(
int
 
x
,
 
int
 
y
)
 
{
 
// overloading تحميل زائد

		
return
 
x
 
*
 
y
;

	
}

}

```

## طرق الموصّل والمحوّر والمدير
يتم استخدام طرق الموصّل لقراءة قيم بيانات الكائن. يتم استخدام طرق (الحوّر) لتعديل بيانات كائن. تُستخدم أساليب المدير لتهيئة وتدمير كائنات من صنف، مثل المُنشِّئين والمدمِّرين.
توفر هذه الطرق طبقة تجريد تسهل التغليف والنمطية. على سبيل المثال، إذا كانت صنف الحساب المصرفي bank-account class يقدم طريقة (احصل على الموازنة)()getBalance لاسترداد الرصيد الحالي (بدلاً من الوصول مباشرةً إلى حقول بيانات الرصيد)، عندئذٍ يمكن للمراجعات اللاحقة لنفس الكود تنفيذ آلية أكثر تعقيدًا لاسترداد الرصيد (على سبيل المثال، إحضار قاعدة البيانات)، دون الحاجة إلى تغيير الكود التابع. ليست مفاهيم التغليف والنمطية فريدة بالنسبة للبرمجة الكائنية. في الواقع، من نواح عديدة، فإن النهج الموجه للكائنات هو ببساطة الامتداد المنطقي للنماذج السابقة مثل أنواع البيانات المجردة والبرمجة الهيكلية.

### المُنشئون
المنشئ (constructor) هو طريقة تستدعى في بداية عمر الكائن لإنشاء الكائن وتهيئته، وهي عملية تسمى الإنشاء (أو إنشاء مثيل). قد تتضمن التهيئة الحصول على الموارد. قد يكون للمُنشئين معلمات ولكن لا تُرجع عادةً قيم في معظم اللغات. انظر المثال التالي في جافا: 
```
public
 
class
 
Main
 
{

	
String
 
name
;

	
int
 
roll
;

	
Main
(
String
 
_name
,
 
int
 
_roll
)
 
{
 
//constructor method طريقة المُنشئ

		
this
.
name
 
=
 
_name
;

		
this
.
roll
 
=
 
_roll
;

	
}

}

```

### المدمرات
المدمرة (destructor) هي طريقة يتم استدعاؤها تلقائيًا في نهاية عمر الكائن، وهي عملية تسمى التدمير. التدمير في معظم اللغات لا يُسمح بقيم للمعلمات في طريقة التدمير أو قيم للإرجاع. يمكن تنفيذ التدمير من أجل القيام بأعمال التنظيف والمهام الأخرى عند تدمير الكائن.

#### المُنهيات
في اللغات التي يتم جمع القمامة بها، مثل جافا وسي شارب وبايثون، تُعرف المدمرات بالمُنهيات Finalizers (أدوات الإنهاء). لديهن نفس غرض ووظيفة المدمرات، ولكن بسبب الاختلافات بين اللغات التي تستخدم جمع القمامة واللغات ذي الذاكرة يدوية الإدارة، فإن تسلسل استدعاء تلك الطرق مختلف.

## طرق مجردة
الطريقة المجردة (abstract method) هي طريقة ذات توقيع فقط وليس لها جسم تنفيذ. غالبًا ما تُستخدم للإشارة إلى أن الصنف الفرعي يجب أن يوفر تنفيذ الطريقة. تُستخدم الطرق المجردة لتحديد الواجهات في بعض لغات البرمجة.

### مثال
يعرض كود جافا التالي صنفًا مجردًا يحتاج إلى توسيع:
```
abstract
 
class
 
Shape
 
{

    
abstract
 
int
 
area
(
int
 
h
,
 
int
 
w
);
 
//   طريقة مساحة مجردة (توقيع طريقة مجردة)   

}

```

يوسّع (extends) الصنف الفرعي التالي الصنف الرئيسي: 
```
public
 
class
 
Rectangle
 
extends
 
Shape
 
{
 
// يوسّع صنف المستطيل صنف الشكل (صنف الشكل هو الصنف الأصل و المستطيل هو الصنف الفرع)

  
@Override
 

  
int
 
area
(
int
 
h
,
 
int
 
w
)
 
{
 
// { }  تعريف طريقة المساحة المجردة (تتمة المثال السابق) بإضافة الكود و الكتلة البرمجية داخل الأقواس

     
return
 
h
 
*
 
w
;

  
}

}

```

## طرق الصنف
طرق الصنف (Class methods) هي طرق تستدعى على صنف بدلًا من مثيل. وعادة ما تُستخدم كجزء من نموذج تعريف كائن. أي لكل صنف، يعرّف مثيل كائن من صنف فهو مُنشأ في نموذج الوصف. تسمح بروتوكولات نموذج التعريف بإنشاء الأصناف وحذفها. وبهذا المعنى، فإنها توفر وظيفية مشابهة مثل المُنشئات والمدمرات الموصوفات أعلاه. ولكن في بعض اللغات مثل نظام كائن ليسب العام (CLOS)، يسمح النموذج التعريفي للمطور بتغيير نموذج الكائن ديناميكيًا في وقت التشغيل: على سبيل المثال، لإنشاء أصناف جديدة، وإعادة تعريف التسلسل الهرمي للصنف، وتعديل الخصائص، وما إلى ذلك.

## طرق خاصة
الطرق الخاصة (Special methods) هي طرق خاصة جداً باللغة المستخدمة وقد لا تدعم اللغة أيًا أو بعضًا أو كل الطرق الخاصة المعرفة هنا. قد يقوم مجمع اللغة تلقائيًا بإنشاء طرق خاصة افتراضية أو قد يُسمح للمبرمج بتعريف طرق خاصة بشكل اختياري. لا يمكن استدعاء معظم الطرق الخاصة مباشرة، بل يقوم المجمّع بإنشاء كود لاستدعائها في الأوقات المناسبة.

### طرق ثابتة
يُقصد بالطرق الثابتة (Static methods) أن تكون ذات صلة بجميع مثيلات الصنف بدلاً من أي مثيل محدد. وهي تشبه المتغيرات الثابتة بهذا المعنى. كمثال على ذلك؛ طريقة ثابتة لجمع قيم كل المتغيرات في كل مثيل صنف. على سبيل المثال، إذا كانت هناك صنف (المنتج) Product، فقد يكون لديه طريقة ثابتة لحساب متوسط سعر جميع المنتجات.

في جافا، يوجد طريقة ثابتة شائعة الاستخدام وهي. 
```
Math
.
max
(
double
 
a
,
 
double
 
b
)

```

 لا تمتلك هذه الطريقة الثابتة كائن خاص بها ولا تُشغّل على مثيل. تتلقى جميع المعلومات من القيم الخاصة بها.
يمكن استدعاء الطريقة الثابتة حتى ولو لم يوجد أمثال للصنف حتى الآن. تسمى الطرق الثابتة «ثابتة» لأنها يتم تحليلها في وقت التجميع بناءاً على الصنف الذي استدعاها وليس بشكل ديناميكي كما هو الحال مع طرق المثيل، والتي يتم تحليلها بأسلوب متعدد الأشكال استنادًا إلى نوع وقت تشغيل الكائن.

### عوامل تعيين النسخ
عوامل تعيين النسخ (Copy-assignment operators) تعرّف الإجراءات التي يتعين على المجمّع تنفيذها عندما يعيَن كائن صنف لكائن صنف آخر من نفس النوع.

### طرق العامل
طرق العامل Operator methods تُعرّف أو تعيد تعريف رموز العامل، كما تعرّف العمليات التي سيتم إجراؤها باستخدام الرمز ومعلمات الطريقة المرتبطة. مثال بلغة سي ++: 
```
#include
 
<string>

class
 
Data
 
{

 
public
:

 
bool
 
operator
<
(
const
 
Data
&
 
data
)
 
const
 
{
 
return
 
roll_
 
<
 
data
.
roll_
;
 
}

 
bool
 
operator
==
(
const
 
Data
&
 
data
)
 
const
 
{

  
return
 
name_
 
==
 
data
.
name_
 
&&
 
roll_
 
==
 
data
.
roll_
;

 
}

 
private
:

 
std
::
string
 
name_
;

 
int
 
roll_
;

};

```

## دوال عضوية في سي++
وُسعت بعض اللغات الإجرائية بقدرات موجهة للكائنات للاستفادة من مجموعات المهارات الكبيرة والكود القديم لتلك اللغات وأيضاً توفير مزايا التطوير كائني التوجه. ولعل المثال الأكثر شهرة هو سي++، وهو امتداد كائني التوجه للغة البرمجة سي نظرًا لمتطلبات التصميم لإضافة النموذج الموجه للكائنات إلى لغة إجرائية موجودة مسبقاً، فإن تمرير الرسائل في سي++ لديه بعض القدرات والمصطلحات الفريدة. على سبيل المثال، في سي++ تُعرف الطريقة بدالة عضو (member function). تحتوي سي++ أيضًا على مفهوم الدوال الافتراضية (virtual functions) وهي دوال عضوية التي يمكن تجاوزها في الأصناف المشتقة وتسمح بالإرسال الديناميكي.

### دوال افتراضية
الدوال الافتراضية Virtual functions هي الوسيلة التي يمكن من خلالها لصنف سي++ تحقيق سلوك متعدد الأشكال. الدوال العضوية غير الافتراضية، أو الطرق العادية، هي تلك التي لا تشارك في تعدد الأشكال.

مثال سي++ : 
```
#include
 
<iostream>

#include
 
<memory>

   

class
 
Super
 
{

 
public
:

 
virtual
 
~
Super
()
 
=
 
default
;

 
virtual
 
void
 
IAm
()
 
{
 
std
::
cout
 
<<
 
"أنا الصنف الأصل
\n
"
;
 
}

};

class
 
Sub
 
:
 
public
 
Super
 
{

 
public
:

 
void
 
IAm
()
 
override
 
{
 
std
::
cout
 
<<
 
"أنا الصنف الفرع
\n
"
;
 
}

};

int
 
main
()
 
{

 
std
::
unique_ptr
<
Super
>
 
inst1
 
=
 
std
::
make_unique
<
Super
>
();

 
std
::
unique_ptr
<
Super
>
 
inst2
 
=
 
std
::
make_unique
<
Sub
>
();

 
inst1
->
IAm
();
 
// تستدعي |Super::IAm|.

 
inst2
->
IAm
();
 
// تستدعي |Sub::IAm|.

}

```

## ملحق: مسرد المصطلحات الإنجليزية
| مَسرد المفردات وفق أقسام المقالة  |                                        |
| المقدمة                          |                                        |
| مرتبط                            | associated                             |
| خصائص الكائن                     | properties of the object               |
| السلوكيات كطرق للكائن            | methods of the object                  |
| حالته                            | state                                  |
| البرمجة القائمة على الصنف        | class-based programming                |
| تعريف                            | defined                                |
| صنف                              | class                                  |
| أمثال                            | instances                              |
| تجاوز الطريقة                    | method overriding                      |
| تفويض تنفيذ                      | delegate the implementation            |
| للوصول                           | access                                 |
| بالتغليف                         | encapsulation                          |
| واستدعاء الإجراءات               | procedure calls                        |
| التجاوز والتحميل الزائد          |                                        |
| التحميل الزائد                   | overloading                            |
| الإجراء التقليدي                 | conventional procedure                 |
| استدعاء الدالة                   | function call                          |
| صنف فرعي                         | subclass                               |
| يعيد تعريف تنفيذ                 | redefining the implementation          |
| الصنف الأصل                      | superclass                             |
| الصيغة الرياضية المناسبة         | the appropriate formula                |
| معلمات الطريقة                   | parameters of the method               |
| كائن الاستلام                    | receiving object                       |
| القيمة الأولى                    | first argument                         |
| طرق الموصّل والمحور والمدير       |                                        |
| طريقة الموصّل                     | Accessor method                        |
| طريقة المحوّر                     | mutator method                         |
| طريقة المدير                     | manager method                         |
| لتهيئة                           | initialize                             |
| تدمير                            | destroy                                |
| المُنشِّئين                         | constructors                           |
| والمدمِّرين                        | destructors                            |
| طبقة تجريد                       | abstraction layer                      |
| والنمطية                         | modularity                             |
| للمراجعات                        | revisions                              |
| النمطية فريدة                    | unique                                 |
| للنماذج السابقة                  | previous paradigm                      |
| أنواع البيانات المجردة           | abstract data types                    |
| البرمجة الهيكلية                 | structured programming                 |
| المنشئون                         |                                        |
| المنشئ                           | constructor                            |
| عمر الكائن                       | object's lifetime                      |
| إنشاء                            | create                                 |
| تهيئته                           | initialize                             |
| إنشاء مثيل                       | instantiation                          |
| الحصول على الموارد               | acquisition of resources               |
| لا تُرجع عادةً قيم                 | do not return values                   |
| المدمرات                         |                                        |
| استدعاؤها تلقائيًا                | called automatically                   |
| نهاية عمر الكائن                 | an object's lifetime                   |
| التدمير                          | destruction                            |
| قيم للمعلمات في طريقة التدمير    | destructor method arguments            |
| قيم للإرجاع                      | return values                          |
| القيام بأعمال التنظيف            | perform cleanup chores                 |
| المنهيات                         |                                        |
| المُنهيات                         | Finalizers                             |
| جمع القمامة بها                  | garbage-collected                      |
| أدوات الإنهاء                    | finalizers                             |
| اللغات ذي الذاكرة يدوية الإدارة  | anguages with manual memory management |
| تسلسل                            | sequence                               |
| طرق مجردة                        |                                        |
| الطريقة المجردة                  | abstract method                        |
| توقيع                            | signature                              |
| جسم تنفيذ                        | implementation body                    |
| يوسّع                             | extends                                |
| الصنف الرئيسي                    | main class                             |
| طرق الصنف                        |                                        |
| طرق الصنف                        | Class methods                          |
| على صنف                          | on a class                             |
| نموذج تعريف كائن                 | object meta-model                      |
| نموذج الوصف                      | meta-model                             |
| مثيل كائن من صنف                 | an instance of the class object        |
| بروتوكولات نموذج التعريف         | Meta-model protocols                   |
| نظام كائن ليسب العام             | Common Lisp Object System (CLOS)       |
| بتغيير نموذج الكائن ديناميكيًا    | dynamically alter the object model     |
| وقت التشغيل                      | at run time                            |
| لإنشاء أصناف جديدة               | to create new classes                  |
| إعادة تعريف التسلسل الهرمي للصنف | redefine the class hierarchy           |
| تعديل الخصائص                    | modify properties                      |
| طرق خاصة                         |                                        |
| الطرق الخاصة                     | Special methods                        |
| خاصة جداً باللغة المستخدمة        | very language-specific                 |
| مجمع اللغة                       | A language's compiler                  |
| طرق خاصة افتراضية                | default special methods                |
| الطرق الثابتة                    |                                        |
| الطرق الثابتة                    | Static methods                         |
| مثيل محدد                        | specific instance                      |
| المتغيرات الثابتة                | static variables                       |
| كائن خاص بها                     | owning object                          |
| لا تُشغل على مثيل                 | does not run on an instance            |
| القيم الخاصة بها                 | from its arguments                     |
| طرق المثيل                       | instance methods                       |
| متعدد الأشكال                    | polymorphically                        |
| نوع وقت تشغيل الكائن             | the runtime type of the object         |
| عوامل تعيين النسخ                |                                        |
| عوامل تعيين النسخ                | Copy-assignment operators              |
| تعرّف الإجراءات                   | define actions                         |
| يتم تعيين كائن صنف               | a class object is assigned             |
| نفس النوع                        | same type                              |
| طرق العامل                       |                                        |
| طرق العامل                       | Operator methods                       |
| تُعرّف أو تعيد تعريف رموز العامل   | define or redefine operator symbols    |
| تعرّف العمليات التي سيتم إجراؤها  | define the operations to be performed  |
| الرمز                            | symbol                                 |
| معلمات الطريقة المرتبطة          | associated method parameters           |
| دوال عضوية في سي ++              |                                        |
| دوال عضوية                       | Member functions                       |
| للغات الإجرائية                  | procedural languages                   |
| امتداد كائني التوجه              | an object-oriented extension           |
| النموذج الموجه للكائنات          | object-oriented paradigm               |
| تمرير الرسائل                    | message passing                        |
| بعض القدرات والمصطلحات الفريدة   | unique capabilities and terminologies  |
| الدوال الافتراضية                | virtual functions                      |
| الأصناف المشتقة                  | derived classes                        |
| بالإرسال الديناميكي              | dynamic dispatch                       |
| الدوال العضوية غير الافتراضية    | Non-virtual member functions           |
| الطرق العادية                    | regular methods                        |